# Дом «плачущей вдовы»
Дом «плачущей вдовы» (иногда называется «Особняк Аршавского») — здание в Киеве, памятник архитектуры местного значения, расположенное по ул. Лютеранская, № 23 (угол с ул. Банковой).

## История

#### Царская Россия
Здание построено летом 1908 года по проекту архитектора Эдуарда Брадтмана в стиле раннего модерна для полтавского купца 2-й гильдии Сергея Аршавского. О первом хозяине до сих пор напоиминает монограмма «СА» на фасаде здания. Поэтажная планировка являлась отдельной 10-комнатной квартирой. Помещения включали: кухню, буфет, винный погреб, холодильную комнату, прачечную. Изначально у усадьбы был прилегающий сад размером 569 м2 (125 саженей2).
С 1913 года усадьба была куплена киевским купцом 1-й гильдии Товием Апштейном. По совпадению инициалы сыновей Апштейна (Соломона и Самуила) совпадали с изначальной монограммой «СА».

#### Советский Союз
В 1918 году здание было отобрано советской властью (в ходе национализации народного имущества). В здании основали Федерацию иностранных групп при ЦК РКП(б). Тут также был Особый отдел ХІІ армии и профсоюз Юго-Западной железной дороги. В дальнейшем здание использовалось Управлением делами при ЦК КПУ.

#### Независимая Украина
Через три года после получения Украиной независимости, с 1994 года усадьба стала одной из официальных резиденций Президента Украины. В здании проходил саммит Украина-ЕС.

## Архитектура
Особняк выполнен в стиле модерн, — асимметричный, с полуциркульными окнами, с цементным рустом первого этажа.
Фасад выполнен из жёлтого кирпича и отделан кованым металлом, гранитом, лепными украшениями из цемента, также использовался лабрадорит и оливковая керамическая плитка.
Каждый этаж дома состоял из десяти комнат, прихожей и буфетной. Парадная лестница оформлена мрамором, а «черная» — гранитом. В подвале располагались котельная водяного отопления, прачечные и винные погреба. При особняке был разбит сад, занимавший 125 квадратных саженей, где располагались двухэтажные каменные помещения кладовых, ледовых камер, комната для дворника, комната для водителя и сараи для автомобилей. В подвалах подсобных помещений располагались дровяной и угольный склады. Канализация и водопровод были подведены не только в дом, но и во двор.
- Маскарон
- Дом «плачущей вдовы»
- Дом «плачущей вдовы»
- Центральный фрагмент главного фасада